# Flick of the Switch
Flick of the Switch je album australské hard rockové kapely AC/DC nahrané a vydané v roce 1983. Album se umístilo na čtvrtém místě britského a na patnáctém místě amerického žebříčku, ačkoliv bylo po vydání kritikou považováno za zklamání.
Během nahrávání alba z kapely odešel bubeník Phil Rudd, který však již svou práci na albu dokončil. V AC/DC jej nahradil Simon Wright, který hrál ve dvou videoklipech k písním z alba Flick of the Switch. Rudd se do kapely vrátil v roce 1994.
Album bylo znovu vydáno v roce 2003 v rámci série AC/DC Remasters.

## Seznam skladeb
Autory jsou Angus Young Malcolm Young a Brian Johnson.
1. "Rising Power" – 3:45
2. "This House Is on Fire" – 3:25
3. "Flick of the Switch" – 3:15
4. "Nervous Shakedown" – 4:29
5. "Landslide" – 3:59
6. "Guns for Hire" – 3:26
7. "Deep in the Hole" – 3:21
8. "Bedlam in Belgium" – 3:54
9. "Badlands" – 3:40
10. "Brain Shake" – 4:09

## Obsazení
- Brian Johnson - zpěv
- Angus Young - kytara
- Malcolm Young - kytara, doprovodný zpěv
- Cliff Williams - baskytara, doprovodný zpěv
- Phil Rudd - bicí
- Simon Wright - bicí (pouze videoklipy)